# Корбара
Корба̀ра (на италиански: Corbara; на неаполитански: Cruvar', Круваръ) е малко градче и община в Южна Италия, провинция Салерно, регион Кампания. Разположено е на 167 m надморска височина. Населението на общината е 2594 души (към 2010 г.).